# Grammatura
Il termine grammatura è un lemma tecnico usato nel campo della tipografia e, in generale, del settore della produzione e del consumo della carta da legno e dei suoi derivati.

## Descrizione generale della grammatura
Esso rappresenta, in modo semplicistico, la "consistenza" del foglio di carta, ma anche di fibre tessili animali o vegetali. Non va confusa con lo "spessore" del foglio (fibra), anche se di fatto una carta di grammatura superiore avrà tendenzialmente uno spessore superiore. Tecnicamente la grammatura viene definita come "il peso di un foglio di carta di un metro quadro di superficie". Per fare un esempio concreto, la normale carta per fotocopia ha una grammatura 80. Se pesassimo un foglio di questa carta grande un metro quadrato, infatti, esso peserebbe 80 grammi.
Carte di pari grammatura possono, in realtà, avere consistenza ed aspetti diversi. Fondamentali, infatti, per definire queste caratteristiche, sono: la presenza maggiore o minore di fibra di legno, nonché la lavorazione, che, a parità di "peso", potrà dare al foglio di carta uno spessore inferiore, con maggiore densità, oppure uno spessore maggiore con densità minore. In questo secondo caso, si parla di carta bouffant. Particolari sostanze aggiunte nell'impasto da parte della cartiera possono, inoltre, modificare ulteriormente la consistenza del foglio di carta.

## Nello standard ISO 216
Un interessante risvolto dalla definizione dello standard ISO 216 utile al controllo della grammatura è il seguente.
Dato il formato del foglio Ax, ad esempio A4, possiamo facilmente calcolare il numero di fogli necessari a coprire l'area di 1 m², grazie alla definizione stessa dello standard ovvero: un foglio A0 ha area di 1 m² e il rapporto tra i lati è 1/{\displaystyle {\sqrt {2}}}. Dalla definizione ricorsiva dei successivi formati (il formato Ax+1 ha la dimensione del formato Ax tagliato alla metà del lato lungo), sappiamo che ogni formato inferiore ha la superficie pari alla metà della superficie del formato superiore, dunque se un foglio formato A0 ha area 1 m² (e peso di 80 g), un foglio A1 ha area di 1/2 m² e peso di 40 g e così via. Dunque il numero che identifica il formato del tipo Ax è l'esponente da dare al 2 per ottenere il numero di fogli componenti 1 m². Quindi, tornando al nostro esempio un foglio A4 pesa 5 grammi, perché 80 g/m² × 2−4 m²/foglio = 5 g/foglio